# Věra Nohelová
Věra Nohelová (9. března 1931 Nový Jičín – 16. března 2014, Hustopeče) byla česká umělecká tiskařka, znalkyně litografie.

## Život
Věra Nohelová se narodila 9. března 1931 v Novém Jičíně, později přesídlila s rodiči do Hustopečí. S technikou kamenotisku ji v padesátých letech seznámil její manžel, akademický malíř a grafik Jaroslav Kadlec (1928–1975), se kterým v té době žila ve skrovném bytě-ateliéru v pražském Žižkově. V Praze studovala v grafické speciálce Akademie výtvarných umění u profesora Vladimíra Pukla (1896–1970).
Později založila v Brně grafický kabinet pro Český fond výtvarných umělců, který vedla 10 let, od roku 1965.
Svou vlastní grafickou dílnu zřídila v Hustopečích v roce 1980; po roce 1989 otevřela svůj hustopečský dům i setkáním zahraničních grafiků.
V roce 2013 věnovala Česká televize Nohelové samostatnou reportáž v pořadu Toulavá kamera.
Věra Nohelová zemřela 16. března 2014 a je pochována v rodinném hrobu v Hustopečích.

## Dílo
- Tisky pro významné české grafiky (Jaroslav Kadlec, Bohuslav Reynek, Cyril Bouda, Kamil Lhoták, Jaroslav Šerých)
- Bibliofilské tisky Edice33
- Vlastní volná tvorba

## Ocenění
- Cena města Hustopeče (2004)[3]